# ديفيد سانبورن
ديفيد سانبورن (بالإنجليزية: David Sanborn)‏ هو عازف جاز أمريكي، ولد في 30 يوليو 1945 في تامبا في الولايات المتحدة.

## وصلات خارجية
- الموقع الرسمي
- ديفيد سانبورن على موقع IMDb (الإنجليزية)
- ديفيد سانبورن على موقع ميوزك برينز (الإنجليزية)
- ديفيد سانبورن على موقع أول ميوزيك (الإنجليزية)
- ديفيد سانبورن على موقع ديسكوغز (الإنجليزية)
- ديفيد سانبورن على موقع قاعدة بيانات الفيلم (الإنجليزية)